# Рада доцільності Ірану
Рада доцільності Ірану, Рада по визначенню політичної доцільності (перс. مجمع تشخیص مصلحت نظام) — дорадчий орган при Вищому керівнику Ірану. В обов'язки Ради входить вирішення конфліктних ситуацій між Радою вартових конституції та Меджлісом.
Протягом 27 років головою ради був недавно померлий колишній президент Ірану Алі Акбар Хашемі Рафсанджані.

## Склад
До складу Ради входять 28 осіб.
- Ахмад Джаннаті
- Аббас Вайез-Табас
- Ібрагім Аміні
- Голям-Алі Хаддад Адель
- Мохаммед Емамі
- Алі Мовахеді
- Хасан Хабібі
- Мір-Хосейн Мусаві
- Алі Акбар Велаяті
- Горбаналі Дорі
- Мохаммед Мохаммаді
- Хасан Санеі
- Хасан Ферейдун
- Хабіболла Асгар
- Алі Ларіджані
- Мохаммед-Реза Бахунар
- Мохаммед-Реза Тавасолі
- Мостафа Мірсалім
- Мортеза Невебі
- Алі Акбар Натег-Нурі
- Хасан Фірузабаді
- Голямреза Агазаде
- Биджан Немдар
- Мохсен Резає
- Алі Ага-Мохаммаді
- Мохаммед Форузанде
- Давуд Данеш-Джафарі

## Інтернет-ресурси
- Офіційний сайт
- Radio Free Europe/Radio Liberty(RFE/RL) 13 September 2004, mentions Expediency Council
- A Caliphate disguised as a republic

| Прапор Ірану | Це незавершена стаття про Іран. Ви можете допомогти проєкту, виправивши або дописавши її. |